# Ernest Babélon
Ernest Babélon (n. 7 noiembrie 1854, Sarry - d. 3 ianuarie 1924, Paris) a fost un arheolog și numismat francez. A fost ales membru de onoare străin al Academiei Române.